# Porotrichum bigelovii
Porotrichum bigelovii là một loài rêu trong họ Neckeraceae. Loài này được (Sull.) Kindb. mô tả khoa học đầu tiên năm 1894.